# The French Italian
The French Italian ist eine Filmkomödie von Rachel Wolther. Die Weltpremiere des Films erfolgte im Juni 2024 beim Tribeca Film Festival.

## Handlung
Valerie und Doug sind ein Paar und leben in New York in der Upper West Side. Sie haben ihren Nachbarn im Erdgeschoss zwar nie gesehen, geschweige denn gehört, doch als dessen neue Freundin Mary bei ihm einzieht, ändert sich das schnell. Den ganzen Tag wird in der Wohnung nun Karaoke gesungen, und auch die Streitigkeiten hallen alltäglich durch die Fenster. Weil das 200 Jahre alte Brownstone-Haus, in dem alle leben, keinerlei Isolierung hat, hören sie alles bis in ihr Schlafzimmer.
Das Lärmproblem wird für Valerie und Doug schließlich so schlimm, dass die beiden ihre schöne, mietpreisgebundene Wohnung aufgeben und in den Norden von New York ziehen.

## Produktion
Regie führte Rachel Wolther, die auch das Drehbuch schrieb. Es handelt sich bei The French Italian um ihren ersten Kinofilm. Überwiegend war Wolther in der Vergangenheit als Produzentin tätig.
Cat Cohen und Aristotle Athari spielen Valerie und Doug. Chloe Cherry spielt Mary, die neue Freundin ihres Nachbarn im Erdgeschoss. Ruby McCollister spielt Wendy, die Freundin einer Freundin von Valerie und Doug.
Die Weltpremiere des Films fand am 6. Juni 2024 beim Tribeca Film Festival statt. Anfang Juli 2024 wurde The French Italian beim Filmfest München vorgestellt. Im September 2024 wird der Film beim Nashville Film Festival gezeigt.

## Auszeichnungen
Nashville Film Festival 2024
- Nominierung im New Directors Competition (Rachel Wolther)[5]

Tribeca Film Festival 2024
- Nominierung im US Narrative Competition[2]